# Франсуа Пер'є
Франсуа́ Пер'є́ (фр. François Périer, справжнє ім'я Франсуа́ Пійю́, фр. François Pillu; 1919–2002) — французький актор театрі і кіно.

## Біографія
Відвідував драматичні курси, засновані Рене Симоном; потім поступив до Консерваторії драматичного мистецтва, в один рік з Жераром Урі і Бернаром Бліє. Був запрошений до «Комеді Франсез». Серед його театральних робіт найбільш примітна роль Гюго в першій постановці п'єси «Брудні руки» Жана-Поля Сартра (1948).
З 1938 року знімався у кіно («Північний готель», реж. Марсель Карне). До війни Пер'є встиг знятися у «Першому балі» (фр. Premier Bal, 1941), «Кінці дня» (фр. La Fin Du Jour, 1939) у Жульєна Дювів'є.
Гру актора завжди відрізняли легкість, винахідливість і гострота. У післявоєнні роки — один з популярних артистів французького кінематографа, що виконав ролі у понад ста стрічках. Знімався у видатних французьких та італійських режисерів — Федеріко Фелліні («Ночі Кабірії», 1957), Марселя Карне, Жульєна Дювів'є, Жана Кокто («Орфей», 1950), Клода Отан-Лара, Рене Клемана, Луїджі Дзампи, Маріо Монічеллі, Жана-Люка Годара та інших.
У 1991 році захворів хворобою Альцгеймера, але працював на радіо до середини 1990-х років.
Помер Франсуа Пер'є від ускладнень 29 червня 2002 року у 82-му віці в Парижі.

## Обрана фільмографія

### Кіно
- 1938 — Північний готель / Hôtel du Nord — Адрієн
- 1938 — Жар у грудях / La chaleur du sein — Батіллі
- 1946 — Барбізонська спокуса / La Tentation de Barbizon — диявол / містер Аткінсон
- 1946 — Мовчання — золото / Le Silence est d'or — Жак
- 1949 — Повернення до життя (новела «Повернення Антуана») / Retour à la vie — Антуан
- 1950 — Орфей / Orphée — Ертебіз
- 1952 — Вона і я / Elle et moi — Жан
- 1953 — Капітан Туфля / Capitaine Pantoufle — Еммануель Бонаван
- 1954 — Сімейна сцена / Scènes de ménage — месьє Тріель
- 1956 — Жервеза / Gervaise — Анрі Купо, покрівельник
- 1957 — Ночі Кабірії / Le notti di Cabiria — Оскар д'Онофріо
- 1960 — Заповіт Орфея / Le Testament d'Orphée — Ертебіз
- 1960 — Француженка і кохання / La Française et l'Amour (новела «Розлучення») — Мішель
- 1962 — Щасливчики / Les Veinards (новела «Норкова шуба») — Жером Буассельє
- 1963 — Драже з перцем
- 1964 — Вікенд на березі океану / Week-end à Zuydcoote — Александр
- 1967 — Самурай / Le Samouraï — комісар
- 1967 — Одна людина зайва / Un homme de trop — Мужон
- 1969 — Дзета / Z — прокурор
- 1970 — Червоне коло / Le Cercle rouge — Санті
- 1971 — Перед настанням ночі / Juste avant la nuit — Франсуа Тельє
- 1971 — Макс і бляхарі / Max et les Ferrailleurs — Росінський
- 1972 — Замах / L'Attentat — комісар Рене Руана
- 1974 — Ставіски / Stavisky — Альберт Бореллі
- 1975 — Поліцейський кольт «Пітон 357» / Police Python 357 — комисар Гане
- 1978 — В інтересах держави
- 1980 — Злочинці в ночі / Le Bar du téléphone — комисар Клод Жуанвіль
- 1983 — Неприборканий[fr] / Le Battant — Джіно Руджері

### Телебачення
- 1978 — Мазаріні — кардинал Мазаріні
- 1984 — Жак-фаталіст і його господар — Дені Дідро
- 1984—1987 — Спрут / La Piovra (сезони 1—3) — адвокат Терразіні

## Нагороди
- 1957 — Премія БАФТА найкращому іноземному акторові («Жервеза»).